# Teatro Académico Gil Vicente
O Teatro Académico de Gil Vicente (TAGV) é uma estrutura da Universidade de Coimbra. Foi inaugurado a 9 de setembro de 1961, sendo que a sua missão cultural, artística e educativa cria uma ponte entre a população da cidade de Coimbra e a sua Universidade. Este é, em Portugal, o único teatro sob a alçada de uma universidade. Foi remodelado em 2003 e é, desde 2013, Património Mundial da UNESCO.